# Bakewell
Bakewell är en ort och civil parish i grevskapet Derbyshire i England. Orten ligger i distriktet Derbyshire Dales vid floden Wye, cirka 21 kilometer sydväst om Sheffield. Bakewell ligger i nationalparken Peak District. Tätorten (built-up area) hade 3 949 invånare vid folkräkningen år 2011.

## Historia
Trots att det finns bevis på tidigare bosättningar i området grundades troligen Bakewell under den anglosaxiska tiden då den var en del i det angliska kungadömet Mercia. All Saints' Church i Bakewell grundades 920 och har ett 800-talskors i kyrkogården. Kyrkan konstruerades under 1100- och 1200-talen och byggdes om under 1840-talet av William Flockton. Under normandernas tid hade orten viss betydelse; orten och dess kyrka (som hade två präster) nämndes i Domedagsboken (Domesday Book) år 1086, och kallades då Badequella.
En handelsplats etablerades 1254 och Bakewell utvecklades till ett handelscentrum. Den gamla bron över floden Wye konstruerades under 1200-talet och är en av få bevarade kvarlevorna från denna tidiga period. En källa rik på järnoxid upptäcktes och ett badhus anlades 1697. Detta gjorde att man ville utveckla Bakewell till en kurortunder 1700-talet. Byggandet av Lumford Mill av Richard Arkwright 1777 följdes av att man byggde om större delar av orten under 1800-talet.